# Schupfnudel

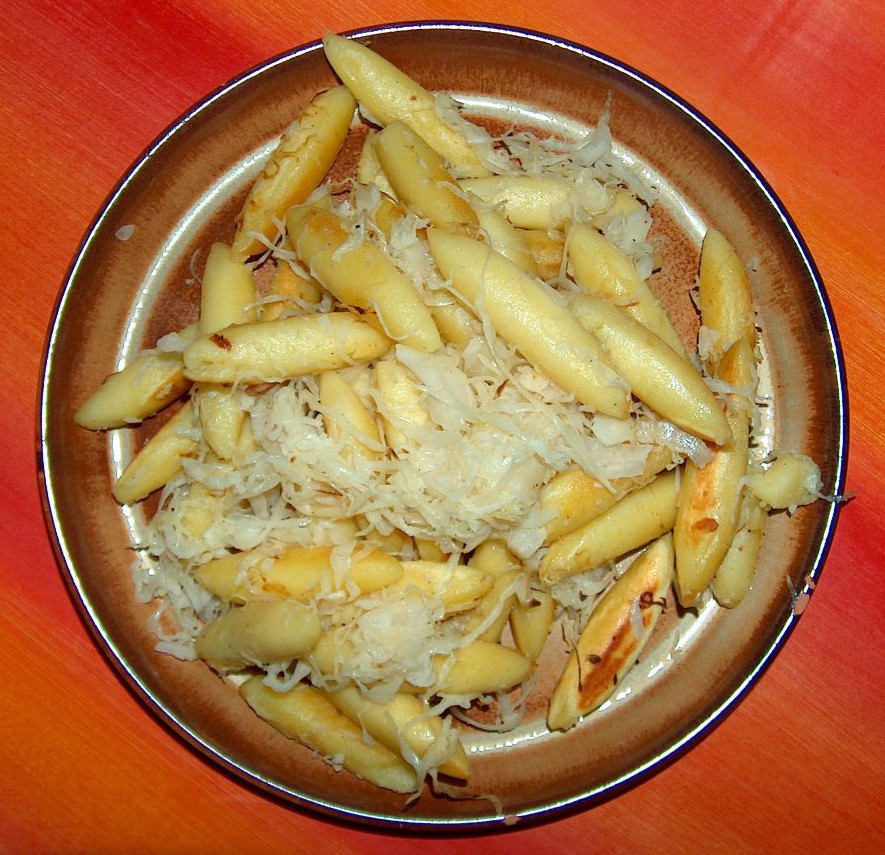
Schupfnudeln con Sauerkraut y tiras de Speck (Imagen gastronómica típica de las fiestas del vino (Weinfest) en la región vinícola de Baden Suabia).

Los Schupfnudeln son una especie de fideos de patata muy famosos en el sur de Alemania. Se puede encontrar en la cocina de Baden, cocina de Suabia (se denomina en esta zona también Bubespitzle) y cocina de Baviera (denominado también Fingernudeln así como "Drahdiwixpfeiferl"). En la región del Odenwald se conocen como Krautnudeln. En la región de Franconia se conoce como "Bauchstecherle".

## Preparación
Se prepara una masa con patatas (son las típicas "Salzkartoffeln" alemanas), huevo, mantequilla, sal y nuez moscada, la pasta se pone en una salmuera a hervir durante uno o dos minutos. 
Los Schupfnudeln se pueden considerar tanto como un plato de acompañamiento o principal. 
Los Schupfnudeln se pueden encontrar tradicionalmente en las Weinfest (Fiestas del vino) de la región vinícola de Baden celebradas durante el verano y otoño de cada año, suelen servirse acompañadas con algo de chucrut y con Speck y como es de suponer un vino alemán de la región.